# Concord, Ontario
Concord är en ort i Kanada.   Den ligger i provinsen Ontario, i den sydöstra delen av landet, 400 km sydväst om huvudstaden Ottawa. Concord ligger 188 meter över havet och antalet invånare är 8 255.
Terrängen runt Concord är platt, och sluttar söderut. Runt Concord är det mycket tätbefolkat, med 3 757 invånare per kvadratkilometer.. Närmaste större samhälle är Toronto, 12,3 km söder om Concord.
Runt Concord är det i huvudsak tätbebyggt.